# لیزا لمبه
لیزا لمبه خواننده، بازیگر، ترانه‌سرا و فولکلور ایرلندی است. لیزا در رشته بازیگری از کالج ترینیتی دوبلین فارغ‌التحصیل شد. روزنامه ایرلندی تایمز او را «بهترین خواننده و بازیگر نسل خود» توصیف کرده‌است. او یک هنرمند ضبط کننده منظم برای بسیاری از پروژه‌های سینمایی از جمله موسیقی متن شناور مانند پروانه و یک کلوندایک است.

## فیلم‌شناسی
- فیلم شناور مانند پروانه سامسون[۷]
- RTE با تشکر از خاطرات: برندان گریس
- Bachelors Walk (مجموعه تلویزیونی)
- ایرلندی خونین! آهنگ‌های 1916 Rising در PBS[۹]

## آهنگ‌شناسی
- Hiding Away 2015
- Juniper[۱۰]
- قرمز وحشی ۲۰۲۱
- Lisa Lambe Live 2023